# Леберт, Ханс
Йо́хан Ле́берт (нем. Johann Lebert, более известный как Ханс Ле́берт (нем. Hans Lebert; 9 января 1919, Вена, Австрия — 19 августа 1993, Баден, Австрия) — австрийский писатель и оперный певец. Племянник композитора Альбана Берга.

## Биография
Родился и вырос в буржуазной семье, имевшей французские корни и разорившейся в результате распада Австро-Венгрии. Благодаря родственным связям был вхож в литературно-художественные салоны Вены. Ещё юношей начал писать стихи и драмы, подражая Францу Верфелю, но так и не опубликовал свои произведения. Увлёкшись театром, работал сначала декоратором, потом — певцом. В 1938—1950 годах (с перерывами) пел на сценах Австрии и Германии, в частности в операх Вагнера. В 1941 году был арестован за уклонение от воинской повинности, но вскоре попал в психиатрическую клинику, что спасло его от дальнейшего преследования. Дебютировал подборкой стихотворений в 1946 году, опубликованных в журнале «План». Вскоре к нему пришло профессиональное признание. А романы «Волчья шкура» и «Огненный круг», идейно и композиционно связанные и посвящённые проблеме пособничества и соучастия в фашистских преступлениях во время аншлюса, были опубликованы как в ФРГ, так и в ГДР, имели положительные отзывы критиков и были переведены на другие языки. Похоронен на Центральном кладбище Вены.

## Сочинения
- роман «Волчья шкура» (1960)
- роман «Огненный круг» (1971)
- повесть «Корабль в горах» (1955)
- сборник стихов «Выезд»
- повести

## Награды
- 1966 — Государственная премия Австрии за литературу (за роман «Волчья шкура»)
- 1968 — медаль Адальберта Штифтера[нем.]
- 1973 — Литературная премия города Вены
- 1992 — премия Франца Грильпарцера[нем.]